# Борленд, Клифф
Кли́ффорд Фре́дерик Бо́рленд (англ. Clifford Frederick Bourland; 1 января 1921, Лос-Анджелес, Калифорния — 1 февраля 2018, Санта-Моника, Калифорния) — американский легкоатлет, специалист по бегу на короткие дистанции. Выступал за сборную США по лёгкой атлетике в 1940-х годах, чемпион летних Олимпийских игр в Лондоне в программе эстафеты 4 × 400 метров.

## Биография
Клифф Борленд родился 1 января 1921 года в Лос-Анджелесе, США. Его отец был американцем, а мать — немкой.
Впервые принял участие в соревнованиях по бегу в 1932 году. Занимался лёгкой атлетикой во время учёбы в старшей школе Venice High School и в Университете Южной Калифорнии, где был подопечным известного тренера Дина Кромуэлла. Побеждал на чемпионате Любительского спортивного союза США в беге на 400 метров и на чемпионате Национальной ассоциации студенческого спорта в беге на 440 ярдов в 1942 и 1943 годах.
Во время Второй мировой войны некоторое время проходил службу в Военно-морских силах США, был капитаном танкового десантного корабля.
После войны возобновил спортивную карьеру и благодаря череде удачных выступлений удостоился права защищать честь страны на летних Олимпийских играх 1948 года в Лондоне. В беге на 200 метров попасть в число призёров не смог, показав в финале пятый результат, тогда как в эстафете 4 × 400 метров вместе с партнёрами по команде Артуром Харнденом, Роем Кокраном и Мэлом Уитфилдом занял первое место и тем самым завоевал золотую олимпийскую медаль.
По окончании лондонской Олимпиады завершил спортивную карьеру, решив попробовать себя в региональной политике. Позже работал в сфере страхования и ипотечного кредитования.
Умер 1 февраля 2018 года в Санта-Монике в возрасте 97 лет. Причиной смерти послужили осложнения, вызванные пневмонией.